# Eersteling (aardappel)
Eersteling is een aardappelras.
Eersteling wordt veel gebruikt als consumptieaardappel, die vroeg in het seizoen leverbaar is (vandaar ook de naam). Hij is vrij vastkokend, iets bloemig, en is bruikbaar als kook-, bak- en magnetronaardappel. Aardappelen van dit ras kunnen niet lang bewaard worden; dan gaat hun kwaliteit snel achteruit.
Eerstelingen zijn normaliter geel van kleur; er bestaat echter een rode mutant.
Het ras is in 1891 gekweekt door William Sim, en andere namen ervoor zijn 'Duke of York' en 'Midlothian Early'.